# Harpanahalli
Harpanahalli és una vila (panchayat = comunitat) al districte de Davanagere, a l'estat de Karnataka, Índia, a 14° 48′ N, 75° 59′ E / 14.8°N,75.98°E. La seva població segons el cens del 2001 era de 41.889 habitants. La població el 1901 era de 9.320 habitants.
Fou seu del principal dels poligars o prínceps locals de la zona establerts al poder després de l'enfonsament de l'imperi de Vijayanagar posteriorment a la batalla de Talikota el 1565. El poligar d'Harpanahalli dominava sobre 460 pobles. A la vila hi havia una fortalesa de la que queden algunes ruïnes. El poligar fou fidel a Haidar Ali de Mysore al que pagava un tribut de 8 lakhs, però el seu fill Tipu Sultan el va encarcerar junt amb molts parents i va annexionar el domini; a la mort de Tipu Sultan a Seringapatam el 1799, la vila fou ocupada per l'antic diwan (primer ministre) de l'estat, en nom d'un jove poligar menor d'edat, que es va sotmetre sense lluita al general Harris quan aquest va avançar cap a la zona; el poligar va ser reconegut i va poder conservar gran part dels seus dominis, però durant el segle XIX la família reial es va extingir (i també la del diwan) i l'estat va passar a domini britànic dins la presidència de Madras, districte de Bellary.